# 22899 Alconrad
22899 Alconrad è un asteroide della fascia principale. Scoperto nel 1999, presenta un'orbita caratterizzata da un semiasse maggiore pari a 2,8458856  UA e da un'eccentricità di 0,0818424, inclinata di 2,88064° rispetto all'eclittica.
Fa parte della famiglia di asteroidi Koronis.
L'asteroide è dedicato all'astronomo statunitense Albert R. Conrad.

## Satellite
Nell'ottobre 2003, i ricercatori del Southwest Research Institute, utilizzando il telescopio spaziale Hubble, hanno scoperto una luna in orbita attorno ad Alconrad, che in seguito fu chiamata Juliekaibarreto, moglie di Albert Conrad. Hanno calcolato un diametro di 4,5 km per il primario, sulla base di un'albedo presunta di 0,21. I ricercatori hanno anche misurato una grande separazione angolare di 0".14 tra Alconrad e la sua luna. Ciò equivale a una distanza tra e 170 km e 182 km, se si utilizza un rapporto a/Rp di 81. Basato su con una differenza di magnitudine di 2,5, il satellite misura tra 1 e 1,5 km di diametro.
Quando fu scoperta la natura binaria di Alconrad nel 2003, era il più piccolo asteroide binario conosciuto all'epoca. Da allora sono stati scoperti altri binari con un primario più piccolo come, ad esempio, 4868 Knushevia (1,5 km) nel 2015 e 8026 Johnmckay (1,7 km) nel 2010.